# International Grape Genome Program

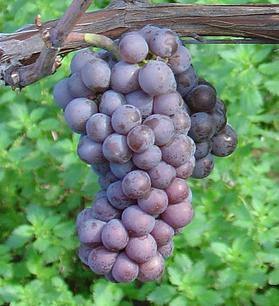
Gli obiettivi principali dell'IGGP sono migliorare il controllo, la resa e la qualità nella produzione di uva da vino attraverso la modificazione genetica.

L'International Grape Genomics Program ( IGGP ) è un progetto di analisi del genoma collaborativo dedicato alla determinazione della sequenza genomica della vite Vitis vinifera. È un progetto multinazionale che coinvolge centri di ricerca in Australia, Canada, Cile, Francia, Germania, Italia, Sudafrica, Spagna e Stati Uniti.
Il progetto è stato avviato con la premessa che, sebbene la famiglia Vitis fornisca il frutto economicamente più importante del mondo, la sua biologia sia ancora poco conosciuta. Molti secoli di viticoltura hanno fornito un gran numero di centri di produzione vinicola ben informati in tutto il mondo, ma attualmente non è noto esattamente come una vite risponde e interagisca con l'ambiente e reagisca a stress, parassiti e malattie.
La tecnologia agricola che circonda Vitis è stata tradizionalmente basata su genotipi specifici, che si basavano principalmente sulla "moltiplicazione vegetativa" e sul controllo delle condizioni di crescita per migliorare la qualità e la resa. Sebbene progressi in termini di qualità siano stati certamente raggiunti, ciò ha comportato un aumento dei costi ed un rischio di sostenere costi ambientali eccessivi. L'idea è che la biologia genetica relativamente sconosciuta delle Vitis è in grado di fornire i desiderati miglioramenti viticoli senza i costi attualmente impiegati e stabilendo la sua sequenza genomica si stabilirà il ruolo dei singoli geni nella viticoltura, migliorando le caratteristiche e la qualità dell'uva in modo prevedibile.

## Scoperte iniziali
A partire da marzo 2007, il progetto ha mappato oltre la metà del genoma della vite. Nel corso della loro ricerca, il Cooperative Research Center for Viticulture (CRCV), con sede presso l'Unità di orticoltura del CSIRO Plant Industry di Adelaide, in Australia (uno dei centri di collaborazione IGGP), ha scoperto che l'uva bianca esiste solo oggi a causa di una rara mutazione genetica avvenuta migliaia di anni fa. Si ritiene che l'uva bianca sia nata a causa della mutazione estremamente rara e indipendente di due geni regolatori simili e adiacenti, VvMYBA1 e VvMYBA2, in un tipo di uva rossa genitore.
La maggior parte delle viti possono essere divise in due gruppi - rosse e bianche - in base alla presenza o assenza di antociani nella buccia del frutto, che i genetisti hanno scoperto essere controllati da questi due geni. Sebbene uno dei due possa dettare colore, il gene VvMYBA1, che attiva la biosintesi degli antociani necessaria per generare l'uva rossa, si è dimostrato non essere trascritto nelle bacche di uva bianca. L'allele degli acini bianchi VvMYBA2 è stato disattivato da due mutazioni, tra cui una che porta a una sostituzione di un aminoacido. I test hanno dimostrato che entrambe le mutazioni rimuovono la capacità del regolatore di attivare la biosintesi degli antociani e, quando entrambi sono disattivati, si ottiene una cultivar bianca. Le analisi di sequenza del gene VvMYBA2 hanno confermato che tutte le 55 cultivar bianche testate contenevano l'allele degli acini bianchi, ma non gli alleli degli acini rossi - e tutti mostravano esattamente la stessa doppia mutazione, indicando un singolo antenato comune. Supponendo che ciò sia vero per tutte le cultivar bianche, senza questa vite monoparentale non ci sarebbero uve bianche oggi. Residui di vino bianco scoperti nelle antiche ceramiche egiziane suggeriscono che questa mutazione si sia verificata almeno tremila anni fa.
Una simile doppia mutazione si è verificata nell'ultimo decennio. Il viticultore Jesús Galilea Esteban, del vigneto Murillo de Rio Leza a Rioja, in Spagna, ha notato una mutazione dell'uva in bianca in alcune viti Tempranillo che crescevano nella sua tenuta. Dopo che questa nuova vite bianca venne diffusa e la mutazione non si annullò, alla nuova varietà fu concessa l'autorizzazione per richiedere lo stato di uva e il primo ettaro di Tempranillo bianco fu piantato nella regione nel 2000. Si ritiene che la mutazione si sia verificata a causa di fattori ambientali.